# Puntos de vista cristianos sobre el pecado

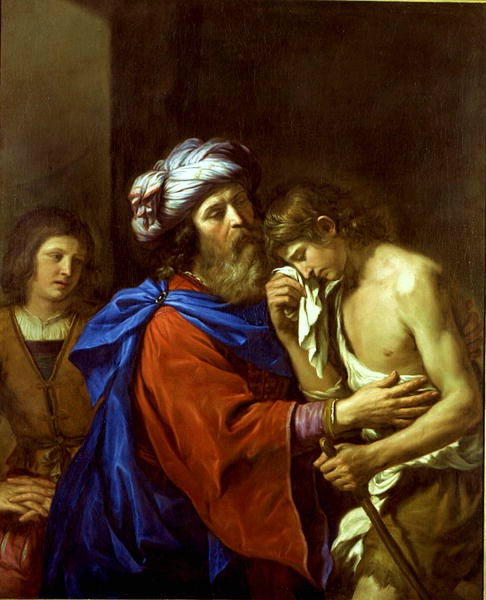
El hijo pródigo

En el cristianismo, pecado es un acto inmoral considerado como una transgresión de la ley divina. La doctrina del pecado es central en la fe cristiana, ya que su mensaje básico trata de la Redención en Cristo.
Hamartiología, rama de la teología cristiana que es el estudio del pecado, describe el pecado como un acto de ofensa contra Dios despreciando su personas y ley bíblica cristiana, y dañando a otros. La hamartiología cristiana está estrechamente relacionada con conceptos de  ley natural, teología moral y ética cristiana. Según Agustín de Hipona (354-430) el pecado es "una palabra, obra o deseo en oposición a la ley eterna de Dios", o como afirman las escrituras, «el pecado es la transgresión de la ley».
Entre algunos estudiosos, el pecado se entiende principalmente como infracción legal o violación de contrato de los marcos filosóficos no vinculantes y perspectivas de ética cristiana, y así salvación tiende a ser visto en términos legales. Otros eruditos cristianos entienden que el pecado es fundamentalmente relacional -una pérdida de amor por el Dios cristiano y una elevación del amor propio ("concupiscencia", en este sentido), como más tarde propuso Agustín de Hipona en su debate con los pelagianos. Al igual que con la definición legal de pecado, esta definición también afecta a la comprensión de la Gracia cristiana y la salvación, que se ven así en términos relacionales.

## Etimología
Hamartiología (del griego: ἁμαρτία, hamartia, "alejamiento de las normas humanas o divinas de rectitud" y -λογια, -logia, "estudio")

## En la Biblia

### Antiguo Testamento
El primer uso de pecado como sustantivo en el Antiguo Testamento es el de "el pecado está agazapado a tu puerta; desea tenerte, pero tú debes gobernarlo" esperando a ser dominado por Caín,4:7 NVIcf. 1 Pe 5:8 NVI una forma de teriomorfismo literario.
El primer uso de pecado como verbo es cuando Dios se le aparece a  Abimelec en sueños "Entonces Dios le dijo en sueños: "Sí, sé que lo hiciste con la conciencia tranquila, y por eso te he guardado de pecar contra mí. Por eso no te dejé tocarla" en NIV.
El Libro de Isaías anunció las consecuencias del pecado: "Pero vuestras iniquidades os han apartado de vuestro Dios; vuestros pecados han ocultado de vosotros su rostro, para que no os oiga. Porque tus manos están manchadas de sangre, tus dedos de culpa. Tus labios han hablado falsamente, y tu lengua murmura cosas perversas" - una separación entre Dios y el hombre, y una adoración no correspondida.59:2-3 NVI

#### Pecado original

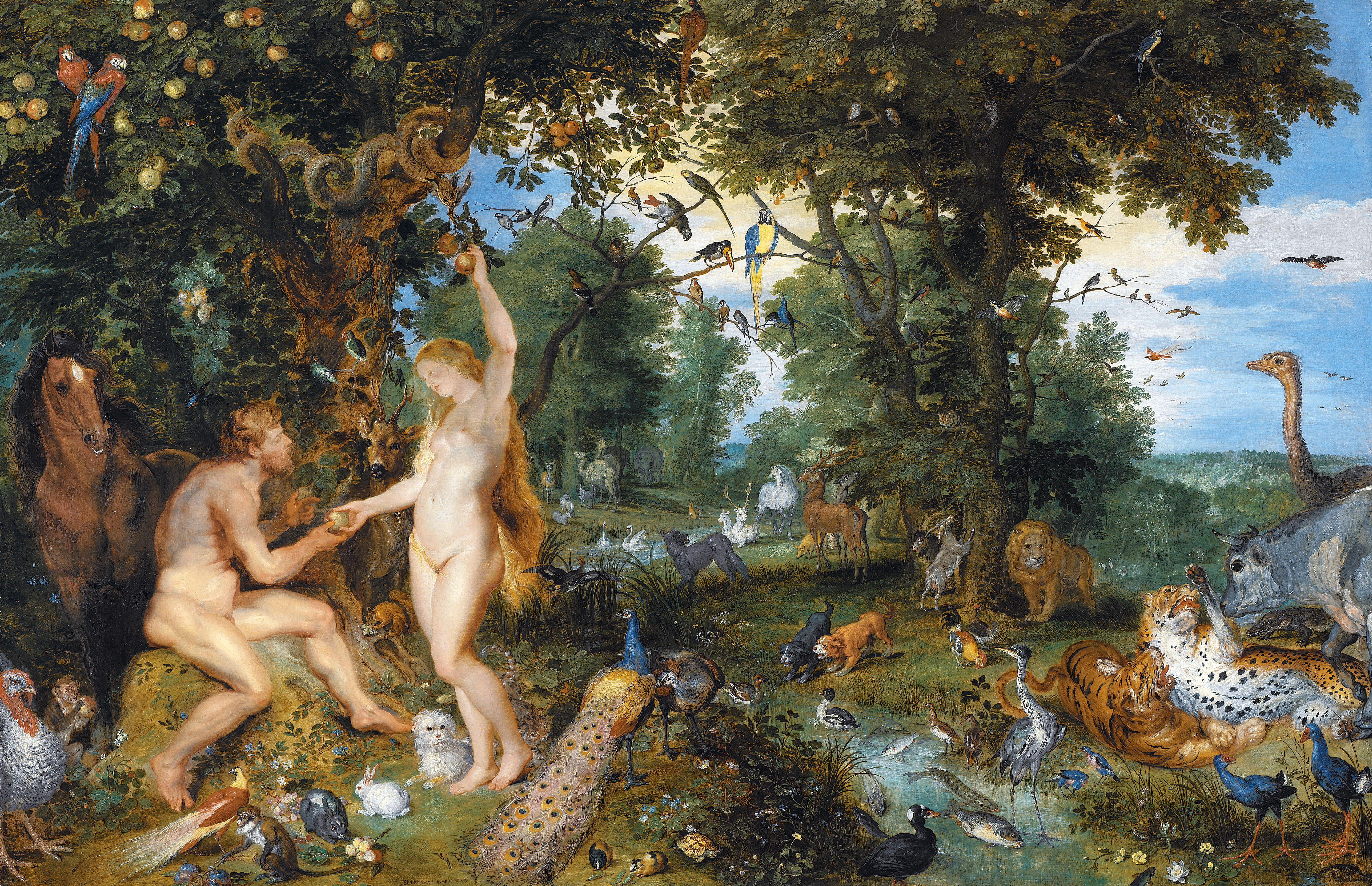
Descripción del pecado de Adán y Eva El Jardín del Edén con la caída del hombre por Jan Brueghel el Viejo y Pieter Paul Rubens

El pecado original es la doctrina cristiana según la cual los seres humanos heredan una naturaleza manchada y una proclividad al pecado por el hecho de nacer. Los teólogos han caracterizado esta condición de muchas maneras, considerándola desde algo tan insignificante como una ligera deficiencia, o una tendencia al pecado pero sin culpa colectiva, denominada "naturaleza pecaminosa", hasta la depravación total o culpabilidad automática de todos los humanos a través de la culpa colectiva.
Los cristianos creen que la doctrina del estado de pecado de la humanidad resultó de la caída del hombre, derivada de la rebelión de Adán en el Eden, a saber, el pecado de desobediencia al consumir del árbol del conocimiento del bien y del mal.
El concepto de pecado original fue aludido por primera vez en el siglo II por Ireneo, en su controversia con cierta dualista gnósticos. Otros padres de la Iglesia como Agustín de Hipona también desarrollaron la doctrina, considerándola basada en la enseñanza del Nuevo Testamento del apóstol Pablo (Romanos 5:12-21 y 1 Corintios 15:22) y en el versículo del Antiguo Testamento de Salmos 51:5. Tertuliano,  Cipriano, Ambrosio y Ambrosiaster consideraban que la humanidad participa del pecado de Adán, transmitido por generación humana. La formulación de Agustín del pecado original fue popular entre reformadores protestantes, como Martín Lutero y Juan Calvino, que equipararon el pecado original con la concupiscencia, afirmando que persistía incluso después del bautismo y destruía completamente la libertad. El movimiento jansenista, que la Iglesia católica declaró herético, también sostenía que el pecado original destruía el libertad de la voluntad.
Ramas sustanciales de la comprensión hamartiológica, entre ellas la católica, presbiteriana, Reformada Continental, y Reformada Baptista suscriben la doctrina del pecado original, que Pablo Apóstol propugna en 5:12-19 y que Agustín de Hipona popularizó en el cristianismo occidental y desarrolló en una noción de "pecado hereditario". Agustín enseñó que Dios hace responsables a todos los descendientes de Adán y Eva por el pecado de rebelión de Adán, y como tal todas las personas merecen el castigo divino y la condenación - aparte de cualquier pecado real que cometan personalmente.
Por el contrario, el pelagianismo afirma que los seres humanos entran en la vida como "pizarras en blanco" morales (tabulae rasae) responsables de su propia naturaleza moral.[cita requerida] La Caída que ocurrió cuando Adán y Eva desobedecieron a Dios afectó a la humanidad sólo mínimamente, ya que estableció un precedente moral negativo.[cita requerida]
Una tercera línea de pensamiento adopta una posición intermedia, afirmando que desde la Caída el pecado de Adán ha afectado naturalmente a los seres humanos de tal modo que tienen tendencias innatas a rebelarse contra Dios (en cuya rebelión por elección personal todos los humanos responsables, excepto Jesús y, para los católicos, María, elegirán o habrán elegido entregarse).[cita requerida] Esta es la posición hamartiológica de las iglesias cristianas orientales, a menudo llamada pecado ancestral en contraposición al pecado original, pero a veces es vista como semipelagianismo en Occidente, especialmente por el reformado.

#### Pecado generacional
La Biblia habla del pecado generacional en KJV, que afirma que "las iniquidades de los padres se visitan sobre los hijos y las hijas - hasta la tercera y cuarta generación." Este concepto implica que "los problemas no resueltos se transmiten de generación en generación", pero que "Jesús es el que rompe las ataduras...[y] Él es capaz de romper el ciclo de esta maldición, pero sólo si nosotros queremos que lo haga. " La teóloga Marilyn Hickey explica este concepto, enseñando que KJV hace referencia a "la conexión invisible y misteriosa entre los pecados de un padre y el camino de sus hijos"; ella proporciona un ejemplo en el que si un "padre es un mentiroso y un ladrón, sus hijos son propensos al mismo comportamiento". Hickey afirma que "a través del poder de Jesucristo, no es necesario que queden maldiciones generacionales en nuestro linaje familiar" y dice que la oración es eficaz para poner fin al ciclo del pecado ancestral. James Owolagba añade que, además de la oración, la «asistencia a la iglesia» frecuente, incluida la recepción regular de los sacramentos, especialmente la  Sagrada Comunión, ayuda a liberar a un individuo del pecado generacional.

## Puntos de vista católicos

### Tomás de Aquino

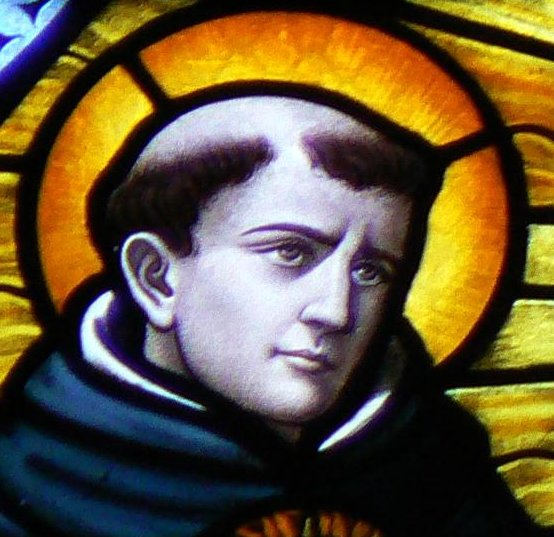
Aquinas distinguía entre pecados de omisión, y pecados de comisión

La forma en que Tomás de Aquino consideraba el pecado y los vicios era radicalmente diferente de los enfoques posteriores, especialmente de la teología moral del siglo XVII. Presentaba el pecado y los vicios como contrarios de la virtud. Trata el tema en su Summa Theologica parte Ia-IIae (Prima secundae) qq. 71-89.
En una de sus definiciones del pecado Tomás cita la descripción de Agustín de Hipona del pecado como "un pensamiento, palabras y obra contra la Ley Eterna"'

Ahora bien, hay dos reglas de la voluntad humana: una es próxima y homogénea, a saber, la razón humana; la otra es la regla primera, a saber, la ley eterna, que es la razón de Dios, por así decirlo (quasi ratio Dei). Por consiguiente, Agustín incluye dos cosas en la definición de pecado: una, que pertenece a la sustancia de un acto humano, y que es la materia, por así decirlo, del pecado, cuando dice: palabra, obra o deseo; la otra, que pertenece a la naturaleza del mal, y que es la forma, por así decirlo, del pecado, cuando dice: contrario a la ley eterna. (STh I-II q.71 a.6)

Reconocer las posibilidades del pecado en el hombre equivale a reconocer su naturaleza humana, su control y dominio de sus propias acciones. El pecado es un movimiento hacia la meta, se juzga por el objeto al que se dirige. El campo del pecado es el mismo que el campo de la virtud. Hay tres grandes campos: la relación con Dios, con uno mismo y con el prójimo. Tomás distinguió entre mortal y pecado venials. El pecado mortal es cuando una persona ha destruido irreparablemente el principio mismo de su orden a la meta de la vida. El pecado venial es cuando la persona ha actuado de cierta manera desordenada sin destruir ese principio:

Por consiguiente, es pecado mortal genéricamente, tanto si es contrario al amor de Dios, por ejemplo, la blasfemia, el perjurio y otros semejantes, como si es contra el amor al prójimo, por ejemplo, el homicidio, el adulterio y otros semejantes: por lo cual tales pecados son mortales por razón de su género. A veces, sin embargo, la voluntad del pecador se dirige a una cosa que contiene cierta desmesura, pero que no es contraria al amor de Dios y del prójimo, por ejemplo, una palabra ociosa, una risa excesiva, etc.: y tales pecados son veniales en razón de su género.

Según el Aquinas, la gravedad del pecado depende también de alguna disposición del agente. El pecado, venial por razón de su objeto, puede llegar a ser mortal. Ocurre cuando la persona fija su felicidad última, el último fin de su vida (lat. finis ultimus) en el objeto de ese pecado venial. Cuando el pecado venial se utiliza como medio para provocar el pecado mortal, también se convierte en mortal, por ejemplo, cuando alguien utiliza una conversación vacía o una charla para seducir a alguien a cometer adulterio. También el pecado, mortal por razón de su objeto, puede convertirse en venial por la disposición del agente cuando su acto malo no tiene plena capacidad moral, es decir, no es deliberado por la razón. Eso puede suceder, por ejemplo, cuando surgen en la mente movimientos repentinos de incredulidad. (Cf. STh I-II q.72 a.5).
La diferencia y gravedad de los pecados puede discernirse en función del espíritu y la carne, incluso los pecados mortales pueden diferir en gravedad. Carnal pecados como la lujuria, el adulterio o la fornicación, la gula y la avaricia, porque la persona que los comete se dirige desmesuradamente hacia los bienes materiales que son un asunto grave, son pecados mortales. Pueden causar mucha vergüenza e infamia. Pero los pecados espirituales como blasfemar de Dios o apostasía son, según Tomás, un mal aún mayor, ya que tienen más de la aversión de Dios. Se dirigen contra un objeto mayor. El elemento formal, esencial del pecado está más en el centro en ellos. (cf. STh I-II q.72 a.2)
Según otra formulación del concepto de pecado en la Summa, en el corazón del pecado está "el alejamiento del bien inmutable", es decir, Dios, y "el volverse desmesuradamente hacia el bien mutable", es decir, las criaturas. (STh I-IIae q.87 a.4) Esto no puede entenderse como si en el hecho pecaminoso concreto el pecador cometiera dos actos separados e independientes. Tanto la aversio como la conversio constituyen una sola acción culpable. En la raíz del desordenado volverse hacia las criaturas está el amor propio que se expresa en el deseo desordenado (cupiditas) y la rebelión hacia Dios (superbia).
Hablando de la pereza (Lat. acedia) Tomás de Aquino señala que toda acción que por su propia naturaleza es contraria a la caridad es pecado mortal. Un efecto de tal acto es la destrucción de "la vida espiritual que es el efecto de la caridad, por la cual Dios habita en nosotros." El pecado de carácter mortal se comete «siempre con el consentimiento de la razón»: "Porque la consumación del pecado está en el consentimiento de la razón"'. Los pecados veniales y mortales pueden compararse con la enfermedad y la muerte. Mientras que el pecado venial impide la plena actividad saludable de una persona, el pecado mortal destruye el principio de vida espiritual en ella.

### Catecismo
La doctrina católica distingue entre pecado personal (también llamado a veces "pecado actual") y pecado original. Los pecados personales son mortales o veniales.
Los  pecados mortales son pecados de materia grave (seria), en los que el pecador realiza el acto con pleno conocimiento y deliberado consentimiento. El acto de cometer un pecado mortal destruye la caridad, es decir, la gracia en el corazón de un cristiano; es en sí mismo un rechazo de Dios (Catecismo de la Iglesia Católica (1855). Si no se reconcilian, los pecados mortales pueden llevar a la separación eterna de Dios, tradicionalmente llamada condenación.
Los  pecados veniales son pecados que no cumplen las condiciones de los pecados mortales. El acto de cometer un pecado venial no separa al pecador de la gracia de Dios| , ya que el pecador no ha rechazado a Dios. Sin embargo, los pecados veniales dañan la relación entre el pecador y Dios, y como tales, deben ser reconciliados con Dios, ya sea a través del Sacramento de la penitencia o recibiendo la Eucaristía (después de cumplir con la contrición adecuada).
Tanto los pecados mortales como los veniales tienen una doble naturaleza de castigo. Incurren tanto en la culpa por el pecado, que conlleva la pena eterna en el caso de los pecados mortales, como en la pena temporal por el pecado, tanto en el caso de los pecados veniales como en el de los mortales. La reconciliación es un acto de la misericordia de Dios, y aborda la culpa y el castigo eterno por el pecado. El purgatorio y las indulgencias abordan el castigo temporal por el pecado y el ejercicio de la justicia de Dios.
La doctrina católica también considera que el pecado es doble: El pecado es, a la vez, cualquier acción mala o inmoral que infringe la ley de Dios y las consecuencias inevitables, el estado de ser que se produce al cometer la acción pecaminosa. El pecado puede alejar y aleja a la persona tanto de Dios como de la comunidad. De ahí la insistencia de la Iglesia católica en la reconciliación tanto con Dios como con la propia Iglesia.
La visión católica del pecado se ha ampliado recientemente. Monseñor Gianfranco Girotti, Regente de la Penitenciaría Apostólica católica, ha dicho que "los pecados conocidos se manifiestan cada vez más como comportamientos que dañan a la sociedad en su conjunto," entre las que se incluyen, por ejemplo:
- Ciertas violaciones de los derechos fundamentales de la naturaleza humana, mediante manipulaciones [o experimentos] genéticos
- El [abuso] de drogas, que debilita la mente y oscurece la inteligencia
- La contaminación del medio ambiente"
- El aborto y la pedofilia
- Las diferencias sociales y económicas cada vez mayores entre ricos y pobres, que causan una injusticia social insoportable (acumulan riqueza excesiva, infligen pobreza). La revisión pretendía fomentar la confesión o el Sacramento de la penitencia.

Los pecados capitales, que son cualquier acción grave e intencionada que desobedece directamente a Dios, se confunden a menudo con los siete pecados capitales, que son la soberbia, la envidia, la ira, la pereza, la avaricia, la gula y la lujuria. Sin embargo, no son lo mismo. Los siete pecados capitales se llaman "capitales" porque pueden llevar a otra persona a cometer otros pecados. Algunas formas de los siete pecados capitales (por ejemplo, debilitar la salud a causa de su afición a la comida) pueden constituir un asunto grave, mientras que otras pueden ser simplemente venales (por ejemplo, comer en exceso).
Otro grupo de cuatro o cinco pecados distinguidos por la Iglesia son los  pecados que claman al cielo: asesinato, sodomía, opresión del débil y estafa al trabajador.

## Puntos de vista cristianos orientales
La Iglesia Ortodoxa Oriental (Calcedoniana) así como la Ortodoxos Orientales (no calcedoniana) utilizan el término "pecado" tanto para referirse a la condición caída de la humanidad como para referirse a los actos pecaminosos individuales. En muchos aspectos, en los Cristianos ortodoxos orientales la visión del pecado es similar a la judía, aunque ninguna forma de ortodoxia hace distinciones formales entre "grados" de pecados.
Las Iglesias Católicas Orientales, que derivan su teología y espiritualidad de las mismas fuentes que los Ortodoxos Orientales y los Ortodoxos Orientales, tienden a no adherirse a la distinción católica entre mortal y pecado venial enseñada por la Iglesia Latina. Sin embargo, al igual que las Iglesias ortodoxas, las Iglesias católicas orientales sí distinguen entre los pecados que son lo suficientemente graves como para impedir la  Sagrada Comunión (y deben ser confesados antes de volver a recibirla) y los que no son lo suficientemente graves como para hacerlo. En este sentido, la Tradición Oriental es similar a la Occidental, pero las Iglesias Orientales no consideran que la muerte en tal estado signifique automáticamente la condena al "infierno"."[cita requerida]

## Expiación
En el cristianismo, se entiende generalmente que la muerte de Jesús fue un sacrificio que alivia a los creyentes de la carga de sus pecados. Sin embargo, el significado real de este precepto es muy debatido. La enseñanza tradicional de algunas iglesias remonta esta idea de expiación a los sacrificios de sangre en la antigua fe hebraica.
Los teólogos cristianos han presentado diferentes interpretaciones de la expiación:
- Orígenes enseñó que la muerte de Cristo fue una transacción pagada a Satanás en satisfacción de su demanda sobre las almas de la humanidad como resultado del pecado. A esto se opusieron teólogos como San Gregorio Nacianceno, que sostenían que esto habría convertido a Satanás en un poder igual a Dios.
- Ireneo de Lyon enseñó que Cristo recapituló en sí mismo todas las etapas de la vida del hombre pecador, y que su perfecta obediencia sustituyó a la desobediencia de Adán.
- Atanasio de Alejandría enseñó que Cristo vino a vencer la muerte y la corrupción, y a rehacer de nuevo a la humanidad a imagen de Dios.[48]
- Agustín de Hipona dijo que el pecado no era una cosa creada en absoluto, sino que era privatio boni, un "quitar el bien".[49][50]
- Anselmo de Canterbury enseñó que la muerte de Cristo satisfizo el ofendido sentido de justicia de Dios por los pecados de la humanidad. Dios recompensó la obediencia de Cristo, que construyó un almacén de méritos y un tesoro de gracia que los creyentes podían compartir por su fe en Cristo. Este punto de vista se conoce como teoría de la satisfacción de la expiación, teoría del mérito o, a veces, teoría comercial. Las enseñanzas de san Anselmo están contenidas en su tratado Cur Deus Homo (Por qué Dios se hizo humano). Las ideas de Anselmo fueron posteriormente ampliadas utilizando la filosofía aristoteliana en un gran sistema teológico por Tomás de Aquino en el siglo XIII, particularmente en su Summa Theologica, que aunque inicialmente incitó a la controversia finalmente se convirtió en doctrina católica oficial.
- Pierre Abélard desarrolló la opinión de que la Pasión de Cristo era Dios sufriendo con sus criaturas para mostrar la grandeza de su amor por ellas, y la realización de este amor a su vez conduce al arrepentimiento. A menudo se conoce como la teoría de la influencia moral de la expiación y se convirtió en un elemento central de las corrientes más liberal de la teología cristiana.
- Martín Lutero y Juan Calvino, líderes de la Reforma Protestante, debían mucho a la teoría de san Anselmo y enseñaban que Cristo, la única persona sin pecado, fue obediente para tomar sobre sí la pena por los pecados que debían haber recaído sobre hombres y mujeres. Este punto de vista es una versión de la expiación sustitutiva y a veces se denomina sustitución penal. Se deriva de la teoría de la satisfacción de la expiación católica, aunque no es idéntica a la de Anselmo. Calvino defendió además una doctrina de expiación limitada, que enseña que la expiación se extiende y aplica sólo a los pecados de los eternamente predestinados, elegidos y no a toda la raza humana, mientras que Anselmo afirmaba una redención general para toda la humanidad y negaba que Cristo recibiera castigo por los pecados, aunque diera satisfacción a Dios.
- D.L. Moody dijo una vez: "Si estás bajo el poder del mal, y quieres estar bajo el poder de Dios, clama a Él para que te ponga a su servicio; clama a Él para que te tome en su ejército. Él te escuchará; Él vendrá a ti, y, si es necesario, Él enviará una legión de ángeles para ayudarte a luchar en tu camino hacia el cielo. Dios te tomará por la mano derecha y te guiará a través de este desierto, sobre la muerte, y te llevará directo a Su reino. Eso es lo que el Hijo del Hombre vino a hacer. Él nunca nos ha engañado; sólo di aquí; "Cristo es mi libertador"".
- Arminianismo ha enseñado tradicionalmente lo que se conoce como la teoría gubernamental de la expiación. Inspirada principalmente en las obras de Jacobus Arminius y especialmente de Hugo Grotius, la teoría gubernamental enseña que Cristo sufrió por la humanidad para que Dios pudiera perdonar a los humanos manteniendo la justicia divina. A diferencia de la perspectiva tradicional Reformada, este punto de vista afirma que Cristo no fue castigado por Dios Padre en lugar de los pecadores, ya que el verdadero perdón no sería posible si las ofensas de la humanidad ya estuvieran castigadas. El sufrimiento de Cristo fue una expiación sustitutoria real y significativa por el castigo que merecen los humanos, pero Cristo no fue castigado en nombre de parte o de toda la raza humana. Este punto de vista ha prosperado en el Metodismo tradicional y en todos los que siguen las enseñanzas de John Wesley, y ha sido detallado, entre otros, por el teólogo Metodista del siglo XIX John Miley en su Expiación en Cristo y por el teólogo de la Iglesia del Nazareno del siglo XX J. Kenneth Grider en su Teología Wesleyana de la Santidad. Variaciones de este punto de vista también han sido propugnadas por el puritano del siglo XVIII Jonathan Edwards y el líder del avivamiento del siglo XIX Charles Grandison Finney.
- Karl Barth enseñó que la muerte de Cristo manifestó el amor de Dios y| su odio por el pecado.
- Barbara Reid, una católica disidente feminista y monja dominica, sostiene que las teologías de la expiación comúnmente concebidas son perjudiciales, especialmente para las mujeres y otras minorías oprimidas.[51] Otros teólogos del libertarismo y de la radicales también han cuestionado las visiones tradicionales de la expiación.
- Mary Baker Eddy, fundadora del movimiento Christian Science, enseñó que la expiación ejemplifica nuestra unidad espiritual subyacente con Dios, por la que reflejamos el Amor divino (Dios): La expiación de Cristo reconcilia al hombre con Dios, no a Dios con el hombre .